# Chondrocladia lyra
Espèce
Chondrocladia lyra est une espèce d'éponges de la famille des Cladorhizidae. Elle est découverte en 2012 dans le Pacifique nord-est, entre la crête d'Escanaba (Orégon) et le canyon de Monterey (Californie) entre 3 300 et 3 400 mètres de fond.

## Description
La structure de base de l'éponge, appelée aube, est en forme de harpe ou de lyre. De 1 à 6 aubes s'étendent par croissance radiale à partir du centre de l'organisme. L'orientation entre les aubes est approximativement équiangulaire, de sorte qu'ensemble, elles présentent des symétries pentaradiaire, tétraradiaire, triradiaire ou biradiaire.
Chaque ailette est formée par un stolon horizontal supportant une série de branches verticales équidistantes espacées dont chacune se termine à son sommet en une boule renflée. Les renflements se produisent à mi-chemin le long des branches dans l'holotype, mais pas dans le paratype.
Une rangée linéaire de filaments se projette sur les côtés, l'avant et l'arrière de chaque branche, ainsi que depuis le sommet de chaque stolon. Les boules terminales sont les sites de production et de libération des spermatophores ; les gonflements des ramifications médianes sont des sites de maturation des ovocytes.
Les deux types de spicules mégasclères ont des distributions spécifiques ; les styles supportent les rhizoïdes, les stolons et les branches, tandis que les sous-styles supportent les filaments et les boules terminales.
Des proies de crustacés piégés sur les branches et les stolons fournissent une preuve directe du régime carnivore de l'organisme.
La structure des aubes maximise la surface pour l'alimentation de cet organisme microphage suspensivore.